# Querología
La querología (del griego χείρ 'mano') es el término de la teoría fonológica usado para describir las unidades combinatorias elementales o queremas que constituyen las palabras y signos de las lenguas de señas. La querología puede considerarse una rama de la fonología abstracta.
Un querema, es una unidad básica de una lengua signada, es funcionalmente y psicológicamente equivalente a los fonemas de las lenguas orales. Actualmente los términos están en desuso y en la literatura científica moderna tiende a hablarse de "fonología" y "fonema" aún para designar a las unidades mínimas no fonéticas de estas lenguas. Los términos "querología" y "querema" fueron acuñados en 1960 por William Stokoe de la Universidad de Gallaudet como parte del intento de describir las lenguas de señas como auténticas lenguas naturales, aunque esa posición no fue universalmente aceptada y la terminología fue desechada.
La querología analiza las señas, en lugar de mediante rasgos fonéticos, mediante rasgos geométricos y de movimiento:
- Localización o espacio donde se hace la seña, el significado de una determinada seña puede cambiar según se "articule" más arriba, más abajo, a la derecha o la izquierda.
- Configuración o forma que adopta la mano según la configuración de los dedos.
- Movimiento, dado que muchas señas son dinámicas e involucran un cambio de posición, la forma en que se realiza este movimiento se usa para introducir diferencias semánticas.